# مسعود قدیمی
مسعود قدیمی (۱۲ بهمن ۱۳۴۳ – ۵ تیر ۱۳۸۲) کشتی‌گیر اهل ایران بود. او در دستهٔ ۶۸ کیلوگرم فرنگی مردان در بازی‌های المپیک تابستانی ۱۹۸۸ شرکت‌کرد. او در سال ۱۳۷۶ هنگام تمرین از ناحيه نخاع به‌شدت آسیب دید و شش سال بعد در ۵ تیر ۱۳۸۲ درگذشت.
وی در مسابقات کشوری و بین‌المللی در مجموع برندهٔ ۱ مدال برنز شده‌است.